# Egil Møller
Egil Agerholm Møller (født 1. november 1941 i København) er en dansk ejendomsmægler og politiker. Han var folketingsmedlem for Dansk Folkeparti 1998-2001, og byrådsmedlem i Stenløse Kommune og kommunalbestyrelsesmedlem i Egedal Kommune i sammenlagt 16 år mellem 1989 og 2009.

## Uddannelse og erhvervskarriere
Egil Møller tog realeksamen i 1958, uddannet som kommuneassistent i Lyngby og blev Statsautoriseret ejendomsmægler i  1969. Han havde en ejendomsmæglerforretning i Albertslund 1971-1980 og i Stenløse fra 1980. Han havde også en virksomhed som producerede, bearbejdede, importerede og eksporterde tørrede blomster.
Egil Møller har været næstformand for bestyrelsen i Københavns Engros Grønttorv.

## Politisk karriere
Egil Møller var kandidat for Fremskridtspartiet i Fredensborgkredsen ved Folketingsvalget 1994. Han blev ikke valgt, men indkaldt som midlertidig suppleant 3.-19. december 1996 hvor han tilsluttede sig Dansk Folkepartis gruppe. Han var nemlig forinden blevet ekskluderet af Fremskridtspartiet, og var med i Dansk Folkeparti fra partiets start. Han stillede op i Fredensborgkredsen for Dansk Folkeparti og blev valgt ved Folketingsvalget 1998.
Egil Møller var medlem af byrådet i Stenløse Kommune i perioderne 1989-1993 og 1997-2001. Dansk Folkeparti opnåede ikke valg i Stenløse Kommune ved Kommunalvalget 2001, men Egil Møller blev valgt til den nye Egedal Kommune i 2005 og genvalgt i 2009. Efter sammenlagt 16 år som byråds- og kommunalbestyrelsesmedlem ønskede han ikke at genopstille i 2013.
Egil Møller blev valgt til Dansk Folkepartis første hovedbestyrelse i 1996. Han er udpeget til medlem af Rigsretten for perioden 2014-2020 af Dansk Folkeparti.